# 川辺町立川辺北小学校
川辺町立川辺北小学校（かわべちょうりつ かわべきたしょうがっこう）は岐阜県加茂郡川辺町にある公立の小学校。
校区は上川辺、下麻生などである。

## 沿革
- 1977年（昭和52年）4月1日 - 川辺小学校上川辺分教室と下麻生小学校が統合され、川辺町立川辺北小学校が開校。新校舎未完成のため、川辺北小学校上川辺分教室（川辺小学校内）と川辺北小学校下麻生分教室（旧・下麻生小学校）に分かれて通学する。
- 1980年（昭和55年）2月27日 - 新校舎、体育館、プールが完成。児童は新校舎への通学となり、上川辺分教室、下麻生分教室は廃止。

## 義務教育学校の計画
- 川辺町の3小学校1中学校を統合し、2030年に義務教育学校を開校することを計画している。校舎は川辺中学校の校舎の改修及び新築を予定している。
- 2025年4月の川辺町長選挙では、義務教育学校を推進していた現職の佐藤光宏が落選し、木下宙が当選。木下は義務教育学校の計画の見直しの方針を示している。